# Binegacja
Bramka NOR – jeden z funktorów zdaniowych rachunku zdań; dwuargumentowa funkcja boolowska (funktor logiczny) realizująca zaprzeczoną sumę logiczną (NOT OR) – jest prawdziwa wtedy i tylko wtedy, gdy oba składniki są fałszywe. Odpowiada wyrażeniu „ani … ani…”. Jego znaczenie przedstawia poniższa tablica prawdy:

Symbol bramki logicznej NOR

| A | B | A NOR B |
| - | - | ------- |
| 0 | 0 | 1       |
| 0 | 1 | 0       |
| 1 | 0 | 0       |
| 1 | 1 | 0       |

## Sposoby zapisu bramki NOR
- {\displaystyle A\downarrow B} – spójnik Sheffera[2], przedstawiana za pomocą symbolu ↓ (pionowa kreska „|” przechodząca przez symbol alternatywy „{\displaystyle \lor }” dwóch argumentów, co oznacza jej logiczną negację)
- A NOR B
- A ⊽ B – z użyciem symbolu ⊽ (U+22BD)
- {\displaystyle {\overline {A\lor B}}} – gdzie symbol {\displaystyle \lor } oznacza alternatywę (OR) natomiast kreska negację wyrażenia znajdującego się pod nią
- {\displaystyle \neg (A\lor B)} – jak wyżej z użyciem symbolu negacji ¬
- {\displaystyle {\overline {A+B}}} – zanegowana suma logiczna

## Wyrażanie funkcji boolowskiej w logice NOR
Jako że w bramki logiczne NAND i NOR są tańsze w produkcji niż AND i OR, a ponadto zapewniają stałość amplitudy sygnału wyjściowego, w faktycznych układach cyfrowych są one stosowane częściej niż „zwykłe” AND i OR.
Korzystając z praw de Morgana, możemy każdą funkcję boolowską przekształcić tak, aby korzystała tylko z bramek NOR.

### Negacja (NOT)

Funkcja logiczna NOT przedstawiona za pomocą bramki NOR

Korzystając z jednego z aksjomatów algebry Boole’a:
{\displaystyle a+a=a}
Zapisać możemy równoważnie, że
{\displaystyle Q={\overline {A+A}}={\overline {A}}}
Co jest negacją zmiennej wejściowej.

### Koniunkcja (AND)

Funkcja logiczna AND przedstawiona za pomocą bramek NOR

Skorzystamy tutaj z drugiego prawa de Morgana, które w ujęciu algebry Boole’a przyjmuje postać:
{\displaystyle {\overline {a+b}}={\overline {a}}\cdot {\overline {b}}}
Tak więc podając na wejście bramki NOR zanegowane zmienne wejściowe otrzymujemy koniunkcję tych zmiennych, co wyraża poniższe równanie:
{\displaystyle Q={\overline {{\overline {A}}+{\overline {B}}}}={\overline {\overline {A}}}\cdot {\overline {\overline {B}}}=A\cdot B}

### Alternatywa (OR)

Funkcja logiczna OR przedstawiona za pomocą bramek NOR

W przypadku alternatywy jedynym wyjściem jest zanegowanie wyjścia bramki NOR, jako że podwójna negacja zmiennej daje tę samą zmienną.
{\displaystyle Q={\overline {\overline {A+B}}}=A+B}

### Alternatywa wykluczająca (XOR)

Funkcja logiczna XOR przedstawiona za pomocą bramek NOR

Układ realizujący funkcję XOR z bramek NOR budujemy w oparciu o wyjściowe równanie funkcji XOR wykorzystując przekształcenia pokazane wyżej.
{\displaystyle Q=A\oplus B={\overline {A}}\cdot B+A\cdot {\overline {B}}=(A+B)\cdot ({\overline {A}}+{\overline {B}})={\overline {{\overline {A+B}}+{\overline {{\overline {A}}+{\overline {B}}}}}}}